# Lophocampa binominata
Lophocampa binominata är en fjärilsart som beskrevs av Embrik Strand 1919. Lophocampa binominata ingår i släktet Lophocampa och familjen björnspinnare. Inga underarter finns listade i Catalogue of Life.